# 펭킹 라이킹
《펭킹 라이킹》은 1992년 대한민국의 방송사인 문화방송에서 방영된 애니메이션으로 어린이 만화잡지《보물섬》에 연재되었던 김영하의 만화를 원작으로 한다. 문화방송이 처음으로 제작한 시리즈 만화영화이며 동양동화가 제작에 공동 참여했다. 내용은 외계 펭귄 펭킹과 지구 소년 라이킹이 콘돌대장과 으악새를 비롯한 악당에 대항해 지구를 지켜내며 펼치는 여러 이야기들을 담고있다. 가수 김국환이 주제가를 불렀다.

## 등장 인물
- 펭킹: 김정신
- 라이킹: 이향숙
- 돌킹: 안정현
- 콘돌대장: 김기현
- 으악새: 기경옥
- 깡통/저팔계/옥황상제: 권혁수
- 딱다구리: 이인성
- 손오공: 이미자
- 조연 다수: 김명수, 이승환, 우정신, 이향숙

## 제작진
- 그래픽: 이성태
- CG: 최정수
- 기획: MBC
- 제작: 케이랜드, 동양동화

- 원작: 김영하
- 감독: 백승균, 민경조
- 레이아웃·원화: 김완수[2]

## 주제가
- 주제가 작사: 주경희/작곡: 마상원/노래: 김국환

## 부제
| 화수   | 부제                | 극본 | 콘티 | 연출 | 작화감독 | 방송일           |
| ------ | ------------------- | ---- | ---- | ---- | -------- | ---------------- |
| 제1화  | 지구에 온 펭킹      |      |      |      |          | 1992년 11월 15일 |
| 제2화  | 대결! 탱크와 머신카 |      |      |      |          | 11월 22일        |
| 제3화  | 공룡,지구를 짓밟다  |      |      |      |          | 11월 29일        |
| 제4화  | 돌아온 으악새       |      |      |      |          | 12월 6일         |
| 제5화  | 워리어와 램프 거인  |      |      |      |          | 12월 13일        |
| 제6화  | 플라이맨 1,2,3      |      |      |      |          | 12월 20일        |
| 제7화  | 우주 드라큐라       |      |      |      |          | 12월 27일        |
| 제8화  | 드라큐라와 모기     |      |      |      |          | 1993년 1월 3일   |
| 제9화  | 손오공과 저팔계     |      |      |      |          | 1월 10일         |
| 제10화 | 도토리 키재기       |      |      |      |          | 1월 17일         |
| 제11화 | 출동 로봇킹         |      |      |      |          | 1월 31일         |
| 제12화 | 초능력의 두억시니   |      |      |      |          | 2월 7일          |
| 제13화 | 문어로봇 크레이지   |      |      |      |          | 2월 28일         |
| 제14화 | 두억시니의 등장     |      |      |      |          | 10월 18일        |
| 제15화 | 허풍망치는 어디로?  |      |      |      |          | 11월 1일         |
| 제16화 | 덤벼라,으악새       |      |      |      |          | 11월 8일         |
| 제17화 | 깡통의 전성시대     |      |      |      |          | 11월 15일        |
| 제18화 | 으악새의 반격       |      |      |      |          | 11월 22일        |
| 제19화 | 미리내,먼저내       |      |      |      |          | 11월 29일        |
| 제20화 | 왕거미 혹성의 비밀  |      |      |      |          | 12월 6일         |
| 제21화 | 맹활약 처녀도사     |      |      |      |          | 12월 13일        |
| 제22화 | 돌킹,유령선에 가다  |      |      |      |          | 12월 20일        |
| 제23화 | 돌킹 선장           |      |      |      |          | 12월 27일        |
| 제24화 | 괴나방의 비밀       |      |      |      |          | 1994년 1월 3일   |
| 제25화 | 고인돌 날아오르다   |      |      |      |          | 1월 10일         |
| 제26화 | 으악새의 최후       |      |      |      |          | 1월 17일         |

## 같이 보기
- 김영하